# Tarrós
Tarrós là một thị trấn thuộc hạt Baranya, Hungary. Thị trấn này có diện tích 5,29 km², dân số năm 2010 là 121 người, mật độ 23 người/km².